# Гуандун Саузерн Тайгерс
«Гуандун Саузерн Тайгерс» (англ. Guangdong Winnerway (Hongyuan) Southern Tigers, (кит. трад. 廣東宏遠寶瑪仕華南虎, упр. 广东宏远宝玛仕华南虎, пиньинь Guǎngdōng Hóngyuǎn Bǎomǎ Shìhuá Nánhǔ) — китайский баскетбольный клуб. Владелец команды — Guangdong Winnerway (Hongyuan) Group. Команда является одной из самых успешных в Китайской баскетбольной ассоциации. «Тайгерс» выиграли семь титулов чемпиона в финалах плей-офф, однако уступают по числу титулов клубу Баи Рокетс, который является обладателем восьми титулов. Также «Тайгерс» единственная команда с момента открытия профессиональных баскетбольных соревнований в Китае, которая принимала участие во всех плей-офф с 1995 года. Домашней площадкой является Дунгуань Арена, расположенная в Дунгуане, провинция Гуандун. Кроме того, в целях популяризации баскетбола, клуб проводит некоторые игры в Чжуншане, Чжухае и других городах в районе реки Жемчужной.

## История
Первая команда «Тайгерс» была основана в 1993 году и носила название БК «Гуандун Саузерн Тайгерс». Клуб стал первой негосударственной профессиональной баскетбольной командой в КНР. Кроме основной команды, в рамках проекта существовало три молодёжных (Команда 2 и 3А базировались на площадке основной; 3В базировалась в Дунгуане). Резервные команды существовали при совместной поддержке спонсора и комитета по делам спорта провинции Гуандун. За период своего существования «Тайгерс» подготовили множество талантливых баскетболистов для сборной. В настоящее время за клуб выступают восемь игроков национальной сборной КНР, а также ряд молодых футболистов, выступающих за юношеские и молодёжные сборные разных возрастов.
Команда стала участником профессиональной лиги, которая стартовала в 1995 году и получила название Китайская баскетбольная ассоциация (КБА). В дебютном сезоне «Тайгерс» дошли до финала, однако проиграли команде «Баи Рокетс» в финальной серии 0-2.

## Текущий состав
Примечание: Гражданство указано в соответствии с данными ФИБА. Игрок может иметь более одного гражданства
| \| Поз. \| № \| Гражд. \| Имя \| Дата рождения (возраст) \| Рост \| Вес \| Звание \| \| ---- \| -- \| ------ \| ------------- \| ------------------------- \| ------ \| ------ \| ------ \| \| ЛФ \| 0 \| \| Чжао Жуй \| 14 января 1996 (29 лет) \| 194 см \| 91 кг \| \| \| АЗ \| 3 \| \| Гао Шан \| 10 августа 1994 (30 лет) \| 199 см \| 101 кг \| \| \| АЗ \| 5 \| \| Карлос Бузер \| 20 ноября 1981 (43 года) \| 206 см \| 120 кг \| \| \| РЗ \| 6 \| \| Чэнь Цзянхуа \| 12 марта 1989 (36 лет) \| 186 см \| 82 кг \| \| \| ТФ \| 8 \| \| Чжу Фанъюй \| 5 января 1983 (42 года) \| 202 см \| 108 кг \| \| \| Ц \| 9 \| \| И Цзяньлянь \| 27 октября 1987 (37 лет) \| 211 см \| 108 кг \| \| \| ЛФ \| 11 \| \| Чжоу Пэн \| 11 октября 1989 (35 лет) \| 206 см \| 80 кг \| \| \| ТФ \| 12 \| \| Шао Инлунь \| 27 января 1996 (29 лет) \| 203 см \| 93 кг \| \| \| РЗ \| 13 \| \| Чжоу Чжаньдун \| 7 декабря 1990 (34 года) \| 181 см \| 85 кг \| \| \| Ц \| 16 \| \| Дун Ханьлинь \| 15 февраля 1991 (34 года) \| 207 см \| 110 кг \| \| \| АЗ \| 17 \| \| Ян Цзиньмэн \| 26 июня 1995 (30 лет) \| 191 см \| 91 кг \| \| \| ТФ \| 20 \| \| Жэнь Цзюньфэй \| 4 февраля 1990 (35 лет) \| 203 см \| 93 кг \| \| \| Ц \| 21 \| \| Чжао Сюйхун \| 10 января 1996 (29 лет) \| 215 см \| 103 кг \| \| \| РЗ \| 23 \| \| Дональд Слоан \| 15 января 1988 (37 лет) \| 191 см \| 93 кг \| \| \| Ц \| 26 \| \| Чжао Тяньи \| 6 апреля 1995 (30 лет) \| 205 см \| 105 кг \| \| \| РЗ \| 30 \| \| Сюй Минчжи \| 5 февраля 1997 (28 лет) \| 184 см \| 66 кг \| \| \| Ц \| 34 \| \| Цзэн Фаньжи \| 26 января 1996 (29 лет) \| 201 см \| 101 кг \| \| | Главный тренер - Ду Фэн Ассистенты тренера - Ван Хуайюй - Игорс Миглиниекс - Мирза Мухаммед Зешаун Легенда - (К) — Капитан команды Последнее изменение: 15 марта 2017 года |                                    |               |                           |        |        |        |
| Поз. | № | Гражд.                             | Имя           | Дата рождения (возраст)   | Рост   | Вес    | Звание |
| ЛФ | 0 | Флаг Китайской Народной Республики | Чжао Жуй      | 14 января 1996 (29 лет)   | 194 см | 91 кг  |        |
| АЗ | 3 | Флаг Китайской Народной Республики | Гао Шан       | 10 августа 1994 (30 лет)  | 199 см | 101 кг |        |
| АЗ | 5 | Флаг США                           | Карлос Бузер  | 20 ноября 1981 (43 года)  | 206 см | 120 кг |        |
| РЗ | 6 | Флаг Китайской Народной Республики | Чэнь Цзянхуа  | 12 марта 1989 (36 лет)    | 186 см | 82 кг  |        |
| ТФ | 8 | Флаг Китайской Народной Республики | Чжу Фанъюй    | 5 января 1983 (42 года)   | 202 см | 108 кг |        |
| Ц | 9 | Флаг Китайской Народной Республики | И Цзяньлянь   | 27 октября 1987 (37 лет)  | 211 см | 108 кг |        |
| ЛФ | 11 | Флаг Китайской Народной Республики | Чжоу Пэн      | 11 октября 1989 (35 лет)  | 206 см | 80 кг  |        |
| ТФ | 12 | Флаг Китайской Народной Республики | Шао Инлунь    | 27 января 1996 (29 лет)   | 203 см | 93 кг  |        |
| РЗ | 13 | Флаг Китайской Народной Республики | Чжоу Чжаньдун | 7 декабря 1990 (34 года)  | 181 см | 85 кг  |        |
| Ц | 16 | Флаг Китайской Народной Республики | Дун Ханьлинь  | 15 февраля 1991 (34 года) | 207 см | 110 кг |        |
| АЗ | 17 | Флаг Китайской Народной Республики | Ян Цзиньмэн   | 26 июня 1995 (30 лет)     | 191 см | 91 кг  |        |
| ТФ | 20 | Флаг Китайской Народной Республики | Жэнь Цзюньфэй | 4 февраля 1990 (35 лет)   | 203 см | 93 кг  |        |
| Ц | 21 | Флаг Китайской Народной Республики | Чжао Сюйхун   | 10 января 1996 (29 лет)   | 215 см | 103 кг |        |
| РЗ | 23 | Флаг США                           | Дональд Слоан | 15 января 1988 (37 лет)   | 191 см | 93 кг  |        |
| Ц | 26 | Флаг Китайской Народной Республики | Чжао Тяньи    | 6 апреля 1995 (30 лет)    | 205 см | 105 кг |        |
| РЗ | 30 | Флаг Китайской Народной Республики | Сюй Минчжи    | 5 февраля 1997 (28 лет)   | 184 см | 66 кг  |        |
| Ц | 34 | Флаг Китайской Народной Республики | Цзэн Фаньжи   | 26 января 1996 (29 лет)   | 201 см | 101 кг |        |

## Достижения
- КБА

Чемпионы по итогам плей-офф (7): 2003-04, 2004-05, 2005-06, 2007-08, 2008-09, 2009-10, 2010-11
Финал плей-офф (4): 1995-96, 2002-03, 2006-07, 2011-12
Чемпионы по итогам сезона (8): 2002-03, 2003-04, 2005-06, 2006-07, 2007-08, 2008-09, 2009-10, 2011-12
Серебряные призёры регулярного чемпионата (3): 1995-96, 2004-05, 2010-11
Бронзовые призёры регулярного чемпионата (3): 1996-97, 1998-99, 1999-00
- Спартакиада народов КНР

Золотые медали (1): 2009
Серебряные медали (1): 2005
- Кубок чемпионов ФИБА Азия

Бронзовый призёр (1): 1996
- Кубок Гранд Уальдо

Победитель: (1): 2008

## Рекорды

### Игры
- очки: 45, Ду Фэн, «Баи Рокетс» — «Гуандун Саузерн Тайгерс» (118—113), сезон 2001-02
- трёхочковые: 12, Ван Шипэн, «Гуандун» — «Чжэцзян Голден Буллз» (115—106), сезон 2004-05
- подборы: 25, Джейсон Диксон, «Шаньдун Лайонс» — «Гуандун Саузерн Тайгерс» (106—116), сезон 2003-04
- результативные передачи: 28, Ли Цюнь, «Гуандун Саузерн Тайгерс» — «Нанькин Арми» (110—101), сезон 1999-00
- перехваты: 13, Чжан Юнцзюнь, «Баи Рокетс» — «Гуандун Саузерн Тайгерс» (109-81), сезон 1996-97
- блок-шоты: 6, Джейсон Диксон, «Гуандун Саузерн Тайгерс» — «Баи Рокетс» (107—100), сезон 2000-01; «Ляонин Динозаурс» — «Гуандун Саузерн Тайгерс» (85-106), сезон 2002-03
- слэм-данки: 7, Джейсон Диксон, «Гуандун Саузерн Тайгерс» — «Шанхай Шаркс» (125-84), сезон 2002-03

### Карьера
- очки: 7422, Чжу Фанъюй
- трёхочковые: 883, Чжу Фанъюй
- подборы: 3908, Джейсон Диксон
- результативные передачи: 1508, Ли Цюнь
- перехваты: 710, Чжу Фанъюй
- блок-шоты: 349, Джейсон Диксон
- данки: 498, Джейсон Диксон

## Закрепленные номера
- 15  Джейсон Диксон, Центровой

## Известные игроки
- Цюнь Ли (2000—2004)
- Дин Вэй (1997—1999)
- Джейсон Диксон (1998—2001; 2002—2009)
- Ду Фэн (1999—2012)
- Грин Терренс (2005—2007)
- Дэвид Харрисон (2009—2010)
- Фред Джонс (2010—2011)
- Ли Чуньцзян (1993—1999)
- Ли Цюнь (1995—2006)
- Лэмонд Мюррэй (2007—2008)
- Смуш Паркер (2009—2010)
- Лэрон Профит (2003—2004)
- Ван Шипэн (2002—2016)
- И Цзяньлянь (2002—2007; 2011)
- Чжу Фанъюй (1999—н. в.)
- Эммануэль Мудиай (2014—2015)
- Ике Диогу (2012—2013, 2015—2016)
- Маркус Хэйслип (2011)
- Лестер Хадсон (2011)
- Джеймс Синглтон (2011—2012)
- Аарон Брукс (2011—2012)
- Джош Пауэлл (2013—2014)
- Ройал Айви (2014)
- Уилл Байнам (2014—2016)
- Джефф Эдриен (2015)
- Джастин Картер (2016)
- Дариус Моррис (2018)